# Teatro Arena del Sole (Roccabianca)
Il teatro Arena del Sole è un moderno teatro situato in piazza Giuseppe Garibaldi 24 a Roccabianca, in provincia di Parma.

## Storia
I bombardamenti alleati del 13 maggio 1944 colpirono pesantemente la città di Parma, distruggendo parte del grandioso monumento a Giuseppe Verdi che sorgeva di fronte alla stazione ferroviaria; delle sue 28 statue in cemento, realizzate tra il 1913 e il 1922 dallo scultore Ettore Ximenes, alcune si salvarono, ma furono in parte trafugate da privati o gettate nel torrente Parma; di queste ultime, ne sopravvissero soltanto 9, recuperate al termine del conflitto dal dottor Enzo Tomasinelli, che le fece trasportare una per una a Roccabianca.
Nel frattempo il medico aveva avviato i lavori di costruzione di un'arena all'aperto a breve distanza dalla Rocca dei Rossi, destinata a ospitare rappresentazioni teatrali e musicali; le statue furono quindi sistemate ai lati della platea rettangolare all'interno di cornici in tubi metallici ad arco a sesto acuto.
L'inaugurazione del teatro si svolse solennemente il 29 settembre del 1946, con la rappresentazione dell'opera rossiniana Il barbiere di Siviglia.
In seguito la sala fu coperta e trasformata in cinema-teatro, ma dopo circa 30 anni dalla sua apertura la crisi del settore causò la cessazione dell'attività; il locale fu adibito dapprima a magazzino di mobili e successivamente a palestra, per essere infine chiuso nel 1995.
Nel 2006 il Comune di Roccabianca acquistò la sala, di cui in seguito avviò i lavori di ristrutturazione, cofinanziati anche dalla Fondazione Cariparma e dalla Regione Emilia-Romagna; l'intervento interessò anche tutti gli impianti, le statue verdiane e gli arredi; il teatro rinnovato fu inaugurato il 25 aprile del 2009 e da allora è utilizzato per spettacoli teatrali, congressi e convegni.

## Descrizione

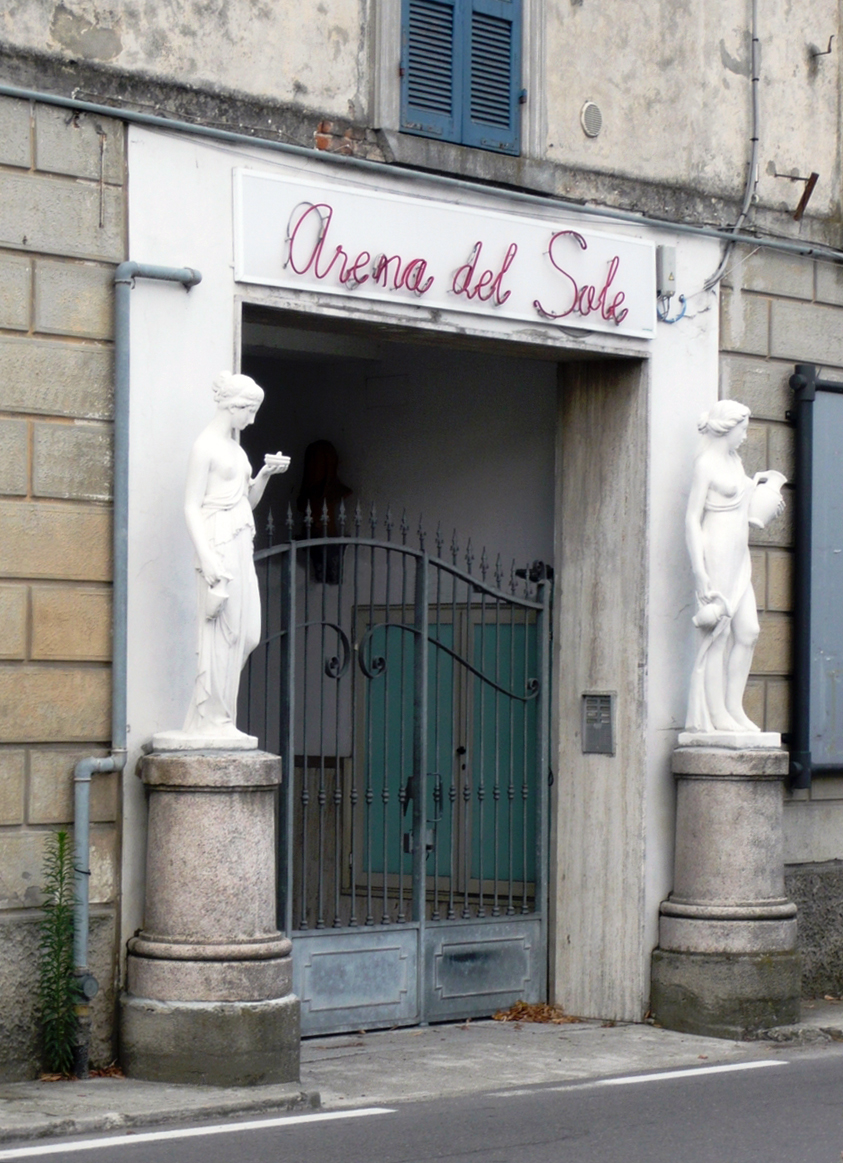
Ingresso al teatro

Il foyer del teatro, ricavato durante la ristrutturazione frazionando la sala originaria, è raggiungibile attraversando la galleria d'ingresso aperta nel fabbricato antistante.
La moderna sala a pianta rettangolare, priva di palchi, ospita 324 posti a sedere. Ai lati sono posizionate su alti piedistalli le 9 statue in cemento dello Ximenes, 6 sulla sinistra e 3 sulla destra; le sculture raffigurano i principali personaggi delle opere verdiane Oberto, Conte di San Bonifacio, Ernani, Alzira, Inno di Guerra , Macbeth, I masnadieri, La battaglia di Legnano, Don Carlos e Aida.
Al piano superiore è inoltre presente il ridotto, realizzato durante gli ultimi lavori di ristrutturazione in corrispondenza del foyer.